# Пренса Латина
Пренса Латина (исп. Prensa Latina), официальное название Пренса Латина, Латиноамериканское информационное агентство А.О. (исп. Prensa Latina, Agencia Informativa Latinoamericana S.A.) — кубинское информационное агентство.

## История
Основано 16 июня 1959 года по инициативе Эрнесто Че Гевары. Его основателем и первым директором стал Хорхе Рикардо Масетти.